# ديشار تايواني
ديشار تايواني (الاسم العلمي: Pteris taiwanensis) هو نوع نباتي يتبع جنس الديشار من فصيلة الديشارية.